# بازی‌های همبستگی اسلامی
با تصمیم سازمان کنفرانس اسلامی، بازی‌های همبستگی کشورهای اسلامی شکل گرفت. می‌توان گفت اهداف برگزاری این مسابقات بیشتر بروز دادن توانایی مسلمانان است. در این بازی‌ها تنها ۵۷ کشور عضو در سازمان کنفرانس اسلامی حق حضور در این مسابقات را دارند و تمامی افراد مرد و زن مسلمان و غیرمسلمان این کشورها حق شرکت در مسابقات را دارند و مسلمانان کشورهای دیگر که عضو سازمان کنفرانس اسلامی نیستند حق حضور در این بازی‌ها را ندارند. بازی های همبستگی شامل ورزش های تیم ملی والیبال ایران ، تیم ملی بسکتبال ایران ، تیم ملی فوتبال ایران و .... است. 

## بازی‌ها
| سال  | بازی‌ها | کشور             | شهر      | افتتاح کننده             | تاریخ                | کشورها       | ورزشکاران    | ورزش‌ها       | رویدادها     | بهترین کشور      |
| ---- | ------ | ---------------- | -------- | ------------------------ | -------------------- | ------------ | ------------ | ------------ | ------------ | ---------------- |
| ۲۰۰۵ | ۱      | عربستان سعودی    | مکه      | عبدالمجیدآل سعود         | ۸–۲۰ آوریل           | ۵۵           | ۶۰۰۰         | ۱۵           | ۱۰۸          | عربستان سعودی    |
| ۲۰۰۹ | ۲      | ایران            | تهران    | لغو شد                   | لغو شد               | لغو شد       | لغو شد       | لغو شد       | لغو شد       | لغو شد           |
| ۲۰۱۳ | ۳      | اندونزی          | پالم‌بانگ | سوسیلو بامبانگ یودهویونو | ۲۲ سپتامبر – ۱ اکتبر | ۵۷           | ۱۷۶۹         | ۱۳           | ۱۸۳          | اندونزی          |
| ۲۰۱۷ | ۴      | جمهوری آذربایجان | باکو     | الهام علی‌اف              | ۱۲–۲۲ مه             | ۵۴           | ۳۰۰۰         | ۲۱           | ۲۶۸          | جمهوری آذربایجان |
| ۲۰۲۱ | ۵      | ترکیه            | قونیه    | رجب طیب اردوغان          | ۹–۱۸ اوت             | ۵۵           | ۴۲۰۰         | ۱۹           | ۳۸۰          | ترکیه            |
| ۲۰۲۵ | ۶      | عربستان سعودی    | ریاض     |                          | ۷–۲۱ نوامبر          | رویداد آینده | رویداد آینده | رویداد آینده | رویداد آینده | رویداد آینده     |

## رشته‌ها
بازی‌های همبستگی اسلامی شامل ۱۸ رشتهٔ ورزشی می‌باشد.
| ورزش              | سال     |
| ----------------- | ------- |
| بدمینتون          | از ۲۰۱۳ |
| تیراندازی با کمان | از ۲۰۱۳ |
| ووشو              | از ۲۰۱۳ |
| بسکتبال           | از ۲۰۰۵ |
| تنیس              | از ۲۰۰۵ |
| تنیس روی میز      | از ۲۰۰۵ |
| دو و میدانی       | از ۲۰۰۵ |
| تکواندو           | از ۲۰۰۵ |
| شنا               | از ۲۰۰۵ |
| سوارکاری          | از ۲۰۰۵ |
| شمشیربازی         | از ۲۰۰۵ |
| فوتبال            | از ۲۰۰۵ |
| کاراته            | از ۲۰۰۵ |
| واترپلو           | از ۲۰۰۵ |
| والیبال           | از ۲۰۰۵ |
| وزنه برداری       | از ۲۰۰۵ |
| هندبال            | از ۲۰۰۵ |
| شیرجه             | از ۲۰۰۵ |
| کشتی              | از ۲۰۱۷ |

## جدول رده‌بندی
جدول شمارش مدال‌ها تا به حال.
| رتبه           | تیم                     | طلا | نقره | برنز | مجموع |
| -------------- | ----------------------- | --- | ---- | ---- | ----- |
| ۱              | ترکیه (TUR)             | ۲۳۷ | ۲۰۷  | ۱۹۹  | ۶۴۳   |
| ۲              | ایران (IRI)             | ۱۱۸ | ۹۷   | ۱۰۶  | ۳۲۱   |
| ۳              | آذربایجان (AZE)         | ۱۱۴ | ۹۹   | ۸۵   | ۲۹۸   |
| ۴              | ازبکستان (UZB)          | ۶۶  | ۵۸   | ۹۶   | ۲۲۰   |
| ۵              | اندونزی (INA)           | ۵۶  | ۷۸   | ۸۸   | ۲۲۲   |
| ۶              | مصر (EGY)               | ۴۶  | ۵۱   | ۴۹   | ۱۴۶   |
| ۷              | قزاقستان (KAZ)          | ۴۲  | ۳۶   | ۵۶   | ۱۳۴   |
| ۸              | مراکش (MAR)             | ۴۰  | ۳۸   | ۶۸   | ۱۴۶   |
| ۹              | عربستان سعودی (KSA)     | ۳۷  | ۳۳   | ۴۱   | ۱۱۱   |
| ۱۰             | مالزی (MAS)             | ۳۳  | ۲۳   | ۴۱   | ۹۷    |
| ۱۱             | بحرین (BHR)             | ۲۳  | ۱۳   | ۱۵   | ۵۱    |
| ۱۲             | الجزایر (ALG)           | ۲۲  | ۴۰   | ۶۵   | ۱۲۷   |
| ۱۳             | قرقیزستان (KGZ)         | ۱۴  | ۱۵   | ۲۷   | ۵۶    |
| ۱۴             | عراق (IRQ)              | ۱۳  | ۱۷   | ۱۳   | ۴۳    |
| ۱۵             | قطر (QAT)               | ۸   | ۸    | ۱۴   | ۳۰    |
| ۱۶             | اردن (JOR)              | ۸   | ۶    | ۲۲   | ۳۶    |
| ۱۷             | کویت (KUW)              | ۷   | ۱۷   | ۱۰   | ۳۴    |
| ۱۸             | ترکمنستان (TKM)         | ۷   | ۱۰   | ۲۸   | ۴۵    |
| ۱۹             | سوریه (SYR)             | ۷   | ۵    | ۱۴   | ۲۶    |
| ۲۰             | عمان (OMA)              | ۴   | ۷    | ۱۱   | ۲۲    |
| ۲۱             | تونس (TUN)              | ۴   | ۴    | ۲۹   | ۳۷    |
| ۲۲             | کامرون (CMR)            | ۳   | ۹    | ۱۲   | ۲۴    |
| ۲۳             | امارات متحدهٔ عربی (UAE) | ۳   | ۶    | ۱۴   | ۲۳    |
| ۲۴             | نیجریه (NGR)            | ۳   | ۶    | ۲    | ۱۱    |
| ۲۵             | پاکستان (PAK)           | ۳   | ۳    | ۱۰   | ۱۶    |
| ۲۶             | گامبیا (GAM)            | ۳   | ۱    | ۰    | ۴     |
| ۲۷             | اوگاندا (UGA)           | ۲   | ۶    | ۳    | ۱۱    |
| ۲۸             | سنگال (SEN)             | ۲   | ۴    | ۱۵   | ۲۱    |
| ۲۹             | سودان (SUD)             | ۱   | ۵    | ۳    | ۹     |
| ۳۰             | تاجیکستان (TJK)         | ۱   | ۴    | ۹    | ۱۴    |
| ۳۱             | بنگلادش (BAN)           | ۱   | ۳    | ۴    | ۸     |
| ۳۲             | جیبوتی (DJI)            | ۱   | ۳    | ۳    | ۷     |
| ۳۳             | ساحل عاج (CIV)          | ۱   | ۱    | ۸    | ۱۰    |
| ۳۴             | لیبی (LBA)              | ۱   | ۱    | ۶    | ۸     |
| ۳۵             | بورکینافاسو (BUR)       | ۱   | ۱    | ۲    | ۴     |
| ۳۵             | عمان (OMN)              | ۱   | ۱    | ۲    | ۴     |
| ۳۷             | موزامبیک (MOZ)          | ۱   | ۰    | ۱    | ۲     |
| ۳۷             | نیجر (NIG)              | ۱   | ۰    | ۱    | ۲     |
| ۳۷             | گینه بیسائو (GBS)       | ۱   | ۰    | ۱    | ۲     |
| ۴۰             | گویان (GUY)             | ۰   | ۳    | ۳    | ۶     |
| ۴۱             | یمن (YEM)               | ۰   | ۱    | ۶    | ۷     |
| ۴۲             | لبنان (LBN)             | ۰   | ۱    | ۳    | ۴     |
| ۴۳             | سورینام (SUR)           | ۰   | ۱    | ۲    | ۳     |
| ۴۳             | فلسطین (PLE)            | ۰   | ۱    | ۲    | ۳     |
| ۴۵             | آلبانی (ALB)            | ۰   | ۱    | ۰    | ۱     |
| ۴۵             | برونئی (BRU)            | ۰   | ۱    | ۰    | ۱     |
| ۴۵             | توگو (TOG)              | ۰   | ۱    | ۰    | ۱     |
| ۴۵             | مالی (MLI)              | ۰   | ۱    | ۰    | ۱     |
| ۴۵             | گینه (GUI)              | ۰   | ۱    | ۰    | ۱     |
| ۵۰             | افغانستان (AFG)         | ۰   | ۰    | ۷    | ۷     |
| ۵۱             | بنین (BEN)              | ۰   | ۰    | ۱    | ۱     |
| ۵۱             | سیرالئون (SLE)          | ۰   | ۰    | ۱    | ۱     |
| ۵۱             | مالدیو (MDV)            | ۰   | ۰    | ۱    | ۱     |
| مجموع (۵۳ تیم) | مجموع (۵۳ تیم)          | ۹۳۶ | ۹۲۸  | ۱۱۹۹ | ۳۰۶۳  |